# 代沃爾斯克盧夫
代沃爾斯克盧夫是南非的城鎮，位於該國東北部，由林波波省負責管轄，距離察嫩24公里，面積3.53平方公里，2001年人口1,347，人口密度每平方公里380人。